# Pete Desjardins
Ulise Joseph „Pete“ Desjardins (* 12. April 1907 in St. Pierre-Jolys, Kanada; † 6. Mai 1985 in Miami) war ein US-amerikanischer Turmspringer und zweifacher Olympiasieger.
Desjardins zog als kleiner Junge mit seiner Familie von Kanada nach Miami Beach, wo er aufgewachsen ist. Im Alter von 13 Jahren begann er mit Wasserspringen. Als US-amerikanischer Staatsbürger konnte er sich dann für die Olympischen Sommerspiele 1924 in Paris qualifizieren und gewann eine Silbermedaille im Kunstspringen aus 3 m. Im Turmspringen einfach klassierte er sich auf dem 6. Platz. 
Vier Jahre später bei den Olympischen Sommerspielen in Amsterdam gewann er die Goldmedaille sowohl im Turmspringen wie auch im Kunstspringen. Das Ergebnis im Turmspringen war kontrovers. Farid Simaika, ein Ägypter der an der UCLA studierte, erzielte die höhere Punktzahl und wurde zuerst zum Sieger erklärt. Die Siegeszeremonie war bereits im Gange und die ägyptische Nationalhymne wurde gerade gespielt, als die Preisrichter ihren Entscheid änderten. Da vier der fünf Preisrichter Desjardins vor dem Ägypter klassierten, wurde die Goldmedaille nach den gültigen Regeln dem Amerikaner verliehen. 
Nach den Spielen 1928 wurde Desjardins als Profi deklariert, weil er mit Johnny Weissmüller, Martha Norelius und Helen Meany an Schwimmvorführungen teilnahm. Formell wechselte er 1931 zum professionellen Sport und gab weiterhin viele Vorführungen. 
Desjardins studierte ab 1927 Wirtschaft an der Stanford University und wurde in die Stanford Athletic Hall of Fame aufgenommen, obwohl er nie eine Hochschulmeisterschaft gewinnen konnte. Dies lag hauptsächlich daran, dass ihn die Amateur Athletic Union 1929 suspendierte, weil er zu viele Kostenbeiträge für Vorführungen annahm. Er konnte jedoch insgesamt 13 AAU-Titel gewinnen.
Im Jahre 1966 wurde Desjardins in die International Swimming Hall of Fame in Fort Lauderdale aufgenommen.